# Cameron Brannagan
Cameron Mark Thomas Brannagan (* 9. Mai 1996 in Manchester) ist ein englischer Fußballspieler, der bei Oxford United unter Vertrag steht. Der offensive Mittelfeldspieler schloss sich im jungen Alter der Nachwuchsakademie des FC Liverpool an. In der Saison 2015/16 absolvierte er seine ersten Einsätze für die Profimannschaft der „Reds“.

## Sportlicher Werdegang
Die Talentscouts des FC Liverpool entdeckten Brannagan im Jahr 2005, als dieser in Cadishead – einem Vorort von Salford in Greater Manchester – spielte. Noch vor seinem neunten Geburtstag war er dann Teil der Liverpooler Jugendakademie und schnell war die Familie Brannagan davon überzeugt, dass die Zukunft des Sprösslings nicht bei Manchester United, sondern beim Rivalen lag. Sein Weg durch die Altersklassen der „Reds“ führte ihn in die U-18-Auswahl, noch bevor er 16 Jahre alt geworden war. Danach kam die Beförderung in die U-21 und wo er sich als torgefährlicher Mittelfeldspieler einen Namen machte. Obwohl er im offensiven Mittelfeld seine Lieblingsposition fand, zeigte er sich vielseitig einsetzbar und in den Nachwuchsmannschaften agierte er gleichsam als Flügelspieler und Rechtsverteidiger. Im November 2013 unterschrieb er seinen ersten Profivertrag in Liverpool und im Januar 2014 saß er im FA Cup gegen Oldham Athletic erstmals bei einem Pflichtspiel der ersten Mannschaft auf der Ersatzbank. Zwar kam er im weiteren Verlauf der Saison nicht zum Einsatz, aber in der U-21 hatte er sich mit 19 Partien zur Stammkraft gemausert.
Im September 2015 debütierte er in der Europa League bei Girondins Bordeaux (1:1) per Einwechslung für Jordan Rossiter elf Minuten vor Spielende. Es folgten der erste Auftritt von Beginn im Ligapokal gegen den AFC Bournemouth (1:0) und der Einstand in der Premier League gegen Swansea City (1:3) am 1. Mai 2016. Insgesamt kam Brannagan in der Saison 2015/16 zu neun Einsätzen in der ersten Mannschaft des FC Liverpool. In der zweiten Hälfte der Saison 2016/17 wurde der Spieler zu Fleetwood Town verliehen. Ab Sommer 2017 spielte er vor allem in der zweiten Mannschaft des FC Liverpool.
Am 11. Januar 2018 gab der Verein Brannagans Wechsel zum Drittligisten Oxford United bekannt. Dort unterzeichnete er einen Vertrag bis zum Ende der Saison 2020/21. Am 29. Januar 2022 sorgte er für einen Rekord, als er bei einem 7:2-Sieg über Gillingham zum ersten Spieler in der Football League wurde, der in einer Partie vier Strafstöße verwandelte.